# Port Hughes
Port Hughes är en ort i Australien. Den ligger i kommunen Copper Coast och delstaten South Australia, omkring 130 kilometer nordväst om delstatshuvudstaden Adelaide.
Runt Port Hughes är det mycket glesbefolkat, med 2 invånare per kvadratkilometer.. Närmaste större samhälle är Wallaroo, omkring 18 kilometer nordost om Port Hughes. 
Trakten runt Port Hughes består till största delen av jordbruksmark. Genomsnittlig årsnederbörd är 502 millimeter. Den regnigaste månaden är juni, med i genomsnitt 90 mm nederbörd, och den torraste är december, med 12 mm nederbörd.